# Sporting Clube de Portugal (athlétisme)
Maillots
Le club d'athlétisme du Sporting Clube de Portugal est l'une des sections du club omnisports du Sporting Portugal basé à Lisbonne.
Le club a en vitrine plus de 300 titres nationaux individuels et plus de 30 européens. Le club compte notamment parmi ses athlètes Rui Silva, Naide Gomes et Francis Obikwelu (champion d'Europe du 100 mètres et du 200 mètres la même année, en 2006), tous les trois médaillés à plusieurs reprises dans les compétitions les plus prestigieuses. Dans le passé, le Sporting peut se targuer avec Carlos Lopes d'avoir eu l'athlète qui a ramené la première médaille d'Or de l'histoire du Portugal aux Jeux Olympiques (en 1984). D'autres athlètes fameux ont représenté le Sporting comme Fernando Mamede (record du monde du 10 000 mètres en 1984) ou Domingos Castro (notamment vice-champion du Monde de 5000 mètres en 1987).
Outre ses athlètes, en Coupe d'Europe des clubs champions d'athlétisme, le Sporting est présent dans les groupes A hommes et femmes ; terminant 4e chez les hommes et 3e chez les femmes en 2011. En 2013, le Sporting est de nouveau présent chez les femmes et termine 5e.
Le 5 septembre 2013, l'illustre Carlos Lopes est nommé directeur du département de l'athlétisme du Sporting Clube de Portugal.

## Palmarès

### Palmarès International
- Coupe d'Europe des clubs champions d'athlétisme (hommes)
  - Vainqueur (1) : 2000
- Coupe d'Europe des clubs champions d'athlétisme (femmes)
  - Vice-champion (1) : 2014
- Coupe d'Europe des clubs champions de Cross Country
  - Vainqueur (14) : 1977, 1979, 1981, 1982 , 1983 , 1984, 1985, 1986, 1989, 1990, 1991, 1992, 1993, 1994

### Palmarès National
- Championnat du Portugal sur piste (hommes)
  - Vainqueur (48) : 1941, 1943, 1945, 1946, 1947, 1948, 1950, 1956, 1957, 1958, 1959, 1960, 1961, 1962, 1963, 1964, 1965, 1966, 1968, 1969, 1970, 1971, 1972, 1973, 1974, 1975, 1976, 1977, 1978, 1979, 1981, 1985, 1987, 1988, 1995, 1997, 1998, 1999, 2000, 2002, 2003, 2004, 2005, 2006, 2007, 2008, 2009, 2010
- Championnat du Portugal sur piste (femmes)
  - Vainqueur (44) : 1945, 1946, 1947, 1959, 1960, 1961, 1962, 1963, 1964, 1965, 1966, 1967, 1968, 1969, 1970, 1971, 1972, 1973, 1974, 1975, 1976, 1979, 1980, 1981, 1987, 1995, 1996, 1997, 1998, 1999, 2000, 2001, 2002, 2003, 2004, 2005, 2006, 2007, 2008, 2009, 2011, 2012, 2013, 2014
- Championnat du Portugal en salle (hommes)
  - Vainqueur (16) : 1996, 1997, 1998, 1999, 2000, 2001, 2002, 2003, 2004, 2005, 2006, 2007, 2008, 2009, 2010, 2011
- Championnat du Portugal en salle (femmes)
  - Vainqueur (19) : 1995, 1996, 1997, 1998, 1999, 2000, 2001, 2002, 2003, 2004, 2005, 2006, 2007, 2008, 2009, 2011, 2012, 2013, 2014
- Championnat du Portugal de Cross Country (hommes)
  - Vainqueur (44) : 1912, 1928, 1930, 1931, 1935, 1941, 1942, 1943, 1948, 1949, 1950, 1952, 1959, 1960, 1961, 1962, 1963, 1965, 1966, 1967, 1968, 1969, 1970, 1971, 1972, 1973, 1974, 1976, 1977, 1978, 1979, 1980, 1982, 1983, 1984, 1985, 1986, 1987, 1988, 1989, 1991, 1993, 1995, 1997
- Championnat du Portugal de Cross Country (femmes)
  - Vainqueur (3) : 1972, 1973, 1974
- Championnat du Portugal de Cross Country court (hommes)
  - Vainqueur (8) : 2000, 2001, 2002, 2003, 2009, 2010, 2011, 2012
- Championnat du Portugal de Cross Country court (femmes)
  - Vainqueur (3) : 2000, 2012, 2013
- Coupe du Portugal sur piste (hommes)
  - Vainqueur (4) : 1997, 1998, 1999, 2000
- Coupe du Portugal sur piste (femmes)
  - Vainqueur (5) : 1996, 1997, 1998, 1999, 2000

Ici sont mentionnés uniquement les principaux trophées, le Sporting ayant gagné des centaines d'autres trophées en athlétisme, collectivement et individuellement.

## Jeux Olympiques
Cette partie ne concerne que les sportifs évoluant en athlétisme, mais le Sporting est représenté dans beaucoup d'autres sports, voir article Sporting Clube de Portugal (Jeux olympiques)

### Records
- Record d'Europe du 100 mètres (9s86) par Francis Obikwelu le 22 août 2004 à Athènes
- Entre 1984 et 2008 : Record olympique du Marathon (Carlos Lopes avec sa performance de 2.09.21 à Los Angeles en 1984)

### Médailles

#### Médailles d'Or
- 1984 - Los Angeles (USA) :  Carlos Lopes (Marathon)
- 2004 - Athènes (Grèce) :  Yuriy Bilonoh (Lancer du poids)

#### Médailles d'Argent
- 1976 - Montréal (Canada) :  Carlos Lopes (10 000 mètres)
- 2004 - Athènes (Grèce) :  Francis Obikwelu (Athlétisme : 100 mètres)
- 2004 - Athènes (Grèce) :  Ionela Târlea (400 mètres haies)

#### Médailles de Bronze
- 2004 - Athènes (Grèce) :  Rui Silva (Athlétisme : 1500 mètres)

### Liste des athlètes du Sporting présent aux JO 2012 de Londres
- Clarisse Cruz (Athlétisme : Steeple 3000 mètres)
- Edi Maia (Athlétisme : Saut à la perche)
- Irina Rodrigues (Athlétisme : Lancer du disque)
- João Almeida (Athlétisme : 110 mètres haies)
- João Vieira (Athlétisme : 20 kilomètres marche + 50 kilomètres marche)
- Maria Leonor Tavares (Athlétisme : Saut à la perche)
- Patrícia Mamona (Athlétisme : Triple saut)
- Vânia Silva  (Athlétisme : Lancer du marteau)
- Vera Barbosa (Athlétisme : 400 mètres haies)
- Vera Santos (Athlétisme : 20 kilomètres marche)

## Athlètes fameux
- Carlos Lopes
- Domingos Castro
- Fernando Mamede
- Rui Silva
- Francis Obikwelu
- Naide Gomes
- Ionela Târlea
- Yuriy Bilonoh